# 乔瓦尼·巴蒂斯塔·里乔利
乔瓦尼·巴蒂斯塔·里乔利（1598年4月17日—1671年6月25日）是意大利天文学家和耶稣会天主教神父。除其他方面的事情外，最出名是他的钟摆与落体实验、有关126条地球运动论据的论述以及引入了现行月球的命名方案。

## 传记
里乔利出生于意大利费拉拉，1614年10月6日进入耶稣会，1616年见习期结束后，先是在费拉拉，而后到皮亚琴察学习人文学科。
1620年至1628年，他在帕尔马学院学习哲学和神学。帕尔马耶稣会制定了严格的实验课程，如落体实验等。里乔利到达那儿时，当时最有名的意大利耶稣会会士之一"朱塞佩·比安卡尼"（1565年–1624年）就在帕尔马学院教授哲学和神学。安卡尼接受了一些天文学新观念，如月球山脉的存在和天空的流体性质等，并与耶稣会天文学家克里斯多夫·沙伊纳（1573年–1650年）合作观测太阳黑子。每当里乔利提及他时，总是带着感激和钦佩的心情。
1628年里乔利完成学习后，接受了耶稣会授职仪式，他曾要求从事传教工作，但遭拒绝，而被留在帕尔马学院教书。从1629年至1632年，他在那里教授逻辑、物理和形而上学，并进行了一些落体和钟摆实验。1632年他加入了由青年耶稣会会士组成的小组。1633至1634学年被派往曼图亚，在那里，与尼可罗·卡贝奥(1576年–1650年)一起对钟摆运动作进一步的研究。1635年回到帕尔马，在那里教授神学并开始了对月球首次重要的观察。1636年，他又被派往博洛尼亚担任神学教授。
里乔利形容自己是一位神学家，自从跟随比安卡尼学习的学生时代起，就对天文学抱有强力而持久的兴趣。他说，许多耶稣会士都是神学家，但很少有天文学家。在他身上对天文学的热情一旦燃起，就永远不会熄灭，只会让他变得更致力于天文而不是神学。最后，耶稣会的主事正式分配他从事天文研究任务。不过，他也继续撰写神学方面的文章。
里乔利在博洛尼亚圣卢西亚学院（St. Lucia）建立了一座天文台，配备了很多天文观测仪器，包括望远镜、象限仪、六分仪等其它传统设备。里乔利的研究并不只局限于天文学，还涉及物理、算术、几何、光学、测时、地理和年代学。与他合作研究的是博洛尼亚最著名的耶稣会士弗朗切斯科·马里亚·格里马尔迪(1618年-1663年)。同时，他还与赫维留、惠更斯、卡西尼和基歇尔等其他人保持了频繁的学术联系。
他曾被授予路易十四奖，以表彰他的贡献及对当代文化的作用。
里乔利享年73岁，于博洛尼亚去世。直到去世前他都一直在不断发表天文和神学方面的研究著作。

## 科学著作

### 《新天文学大成》

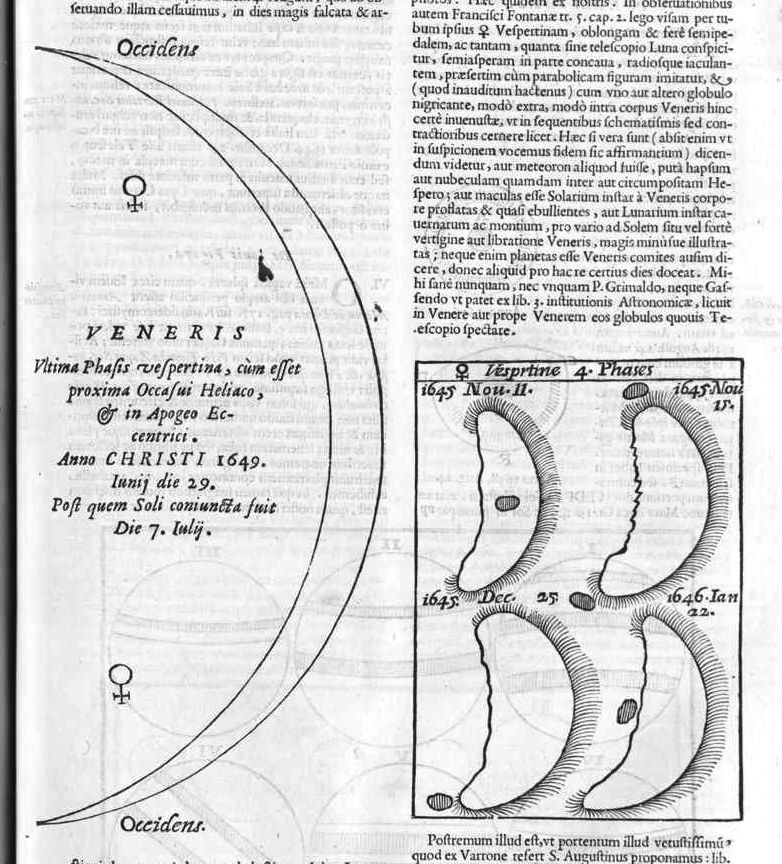
通过望远镜看到的新月阶段的金星及外观描述，出自1651里乔利《新天文学大成》。

里乔利最出名的著作之一就是1651年发表的《新天文学大成》(Almagestum Novum)，这部百科全书式的著作由超过1500对开页(38厘米×25cm)上密密麻麻的文字、表格和插图组成。成为欧洲各地天文学家的标准技术参考书。约翰·佛兰斯蒂德，首位英国皇家天文学家、哥白尼学说者和新教教徒，将它用于自己的格雷沙姆讲座(Gresham lectures)；巴黎天文台的杰罗姆·拉朗德，广泛地引用它，即便当时它已经是一本过时的旧书；1912年天主教百科全书称它为17世纪耶稣会士最重要的文学著作，这部两卷十册的“书籍”涵盖了当时天文学及天文有关方面的所有科目：
1. 天球及科目，如天体运动、赤道、黄道十二宫等。
2. 地球和它的大小、重力和摆动运动等。
3. 太阳及大小、距离、运动及对它的观察等。
4. 月球、月相、大小和距离等(通过望远镜中所看到的详细月球图)
5. 月食和日食
6. 恒星
7. 行星及运动等(包括每颗在望远镜所看到的)
8. 彗星和新星
9. 宇宙的结构-日心说和地心说理论等。
10. 天文学相关的计算。

里乔利计划的《新天文大成》应该是三卷，但只完成了第一卷(共1500页，被分成两卷)。

#### 钟摆和落体
里乔利被认为是首位精确测量落体重力加速度的人。里乔利《新天文学大成》第2册和第9册中，包含了大量自由落体和钟摆运动的重要论述和实验报告。
他对摆锤作为精确测时工具非常着迷。通过计算钟摆在二个定点间的摆动次数，里乔利证实了小角度摆动周期的常数为0.062%。还指出如果摆动幅度扩大到40度，则摆动周期就会增大。他试图开发一种摆动周期恰好为1秒的钟摆，这样24小时内钟摆将完成86400次摆动。他进行了两次直接的测试，利用星星标记时间，并招集九名耶稣会会士来邦计数，维持钟摆24小时不停摆动。其取得的最终结果分别达到目标值的1.85％和0.69％以内。对此，里乔利甚至还想做进一步的改善。当时秒摆主要被用作不同摆动周期钟表的校准标准。里乔利曾说过，钟摆不是一个完美可靠的测时工具，但与其他方法比，它又是一个非常可靠的工具。

#### 对月球的研究

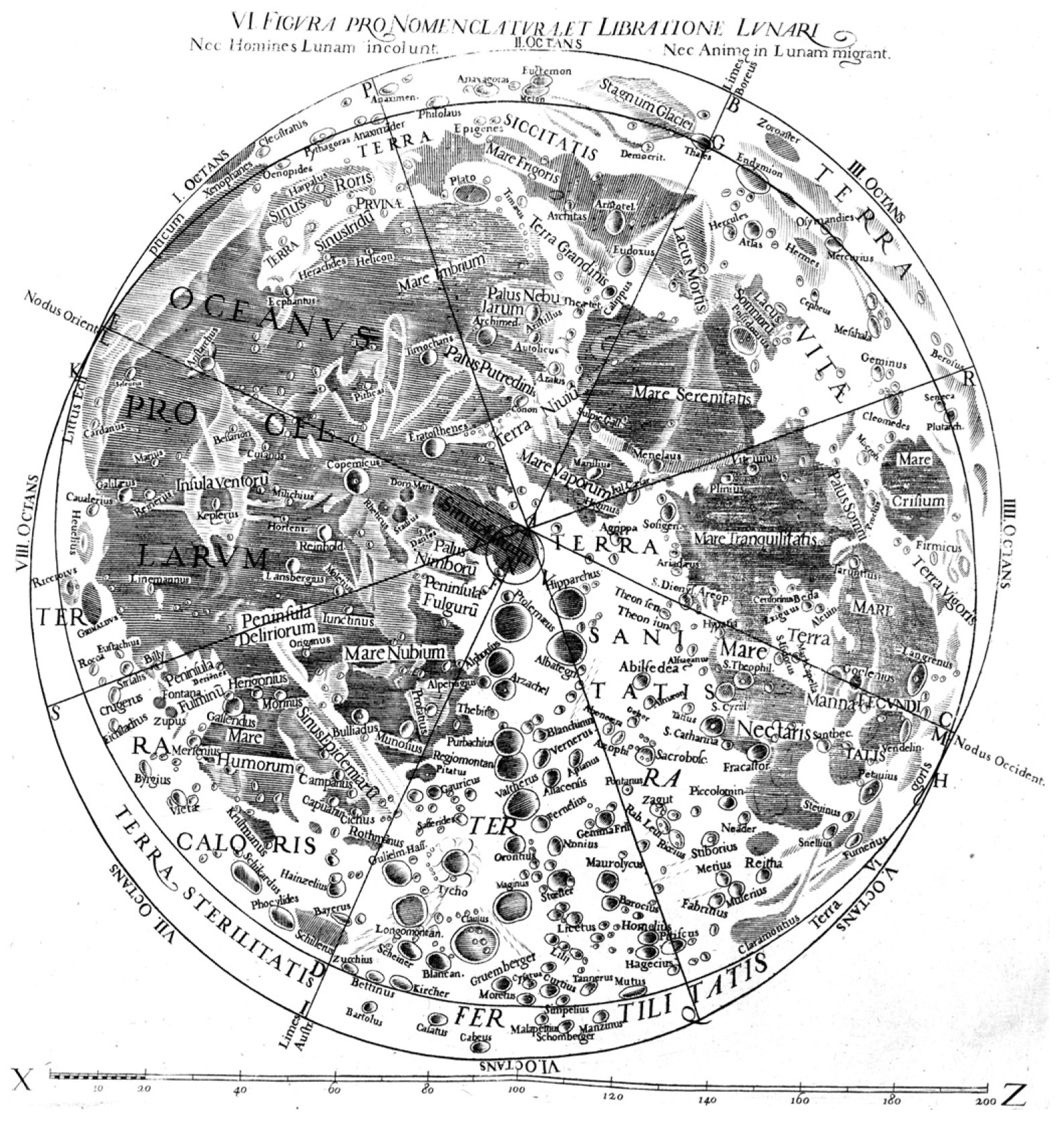
《新天文大成》中的月球图。

里乔利和格里马尔迪对格里马尔迪绘制的月面图进行了大量的研究。这些素材被列入《新天文学大成》第4册中。格里马尔迪的月图是基于更早的约翰·赫维留和米迦勒·弗洛伦特·范·朗伦绘制的月图。里乔利在这些月图中对月球的特征进行了命名，它们是今天仍在使用的月球特征命名的基础。例如，静海(宁静之海，1969年阿波罗11号的着陆点)来自里乔利按天气对月球大区所作的命名。他以著名天文学家的名字命名陨石坑，并将它们按哲学家和时代进行了分类。尽管里乔利拒绝哥白尼的理论，但他却以哥白尼的名字命名了一座突出的陨石坑，同时他也用其他哥白尼学说拥护者的名字如开普勒、伽利略和兰斯贝格命名了另外一些重要的陨坑。因为他和格里马尔迪命名的陨石坑大致都在相近的地方，而其他一些耶稣会天文学家命名的陨石坑在月球的另一处，接近非常醒目的第谷·布拉赫环形山，里乔利的月球命名在当时就已被认为是暗中表达了对哥白尼学说的同情和支持。因为，作为一名耶稣会员，他不能公开支持。然而，里乔利却说，他把哥白尼学说者们都放在了汹涌的波涛中(风暴洋中)。该月图另一个值得注意的特点是，里乔利表达了一个直接的声明，那就是月球并非适居地，这与已有的库萨的尼古拉斯、布鲁诺，甚至开普勒的著作以及后来的贝尔纳·勒·布耶·德·丰特奈尔和威廉·赫歇尔等著作中有关月球适居论的猜测完全相左。

#### 有关地球运行的论点

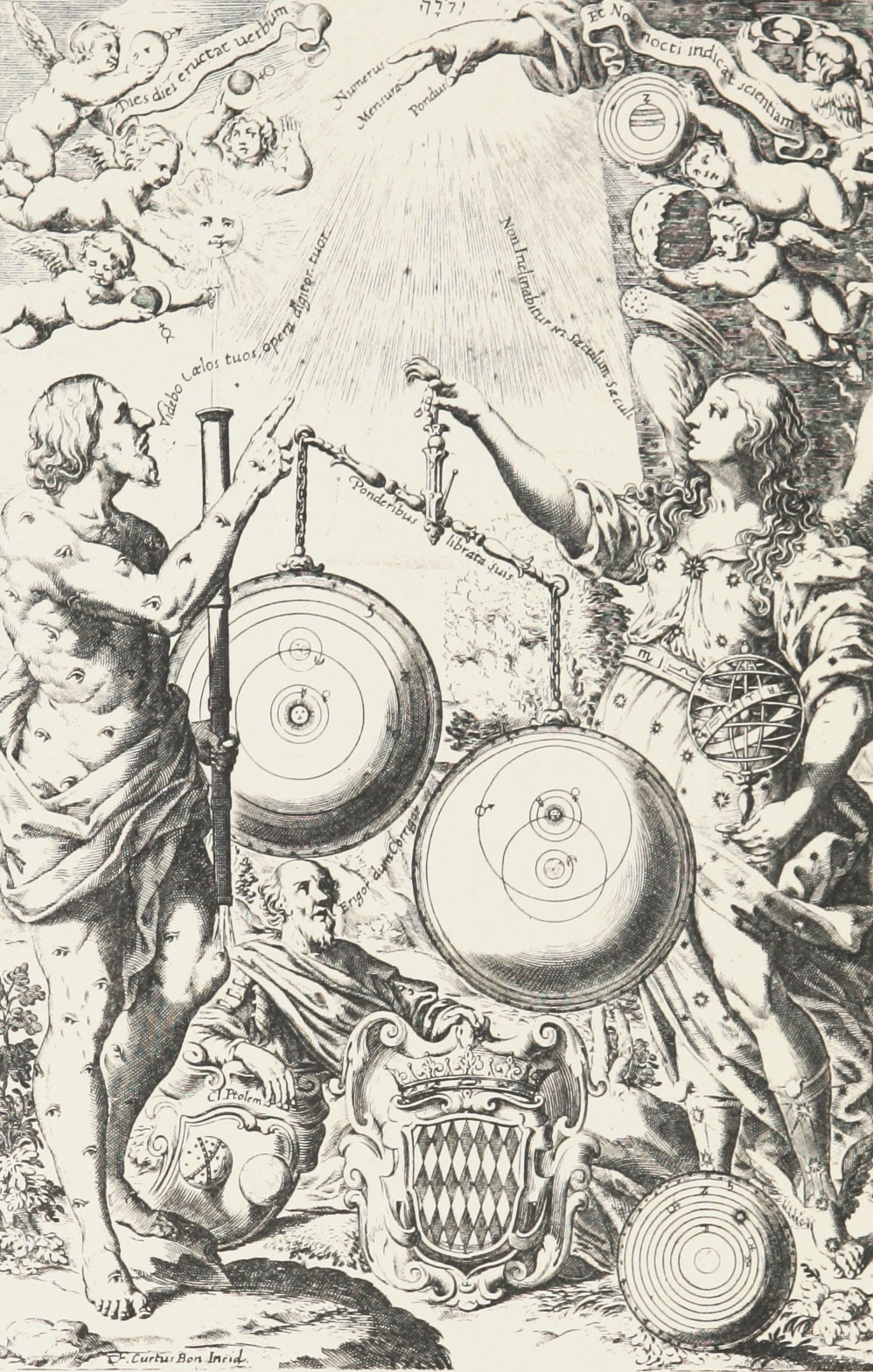
里乔利1651年《新天文大成》卷首插图。神话人物手拿望远镜观察天空并权衡哥白尼的”日心说“和所针对的修改版的第谷·布拉赫”地心-日心“体系说(太阳、月亮、木星和土星环绕地球；水星，金星和火星环绕太阳)。托勒密的旧地心说被丢弃在地，通过望远镜的发现而废弃。插图的顶部包含了金星和水星、火星表面特征(左)，木星的卫星、土星的环以及月球表面特征(右)。里乔利的天平倾向“第谷”的系统。

《新天文学大成》(第9册，共有343页)相当一部分是专门针对世界体系问题的分析：宇宙属于地心说？还是日心说？地球是运动的？还是静止的？科学史学家爱德华·格兰特将第9册形容为可能是针对“十六和十世纪所有学者”所提问题的“最详尽、最精辟、最权威的”的分析。在他看来，该书甚至取代了伽利略的《托勒密和哥白尼-有关两大世界体系的对话》。事实上，某位作家近期曾说过第9册像“伽利略应该写的书”。在第9册中，里乔利逐一论证了有关地球运动说正反两方面共126条论据，支持的49条、反对的77条。里乔利的问题并不是世界体系到底属于托勒密的地心说，还是为哥白尼的日心说，因为望远镜的使用早已排除了托勒密的体系；而是介于第谷·布拉赫在16世纪70年代创立的地-日体系说(太阳、月球和恒星环绕固定不动的地球转，而行星则围绕太阳转-有时被称为“地-日”或“混合”体系)与哥白尼的日心体系说。根据《新天文学大成》卷首插图(见右图)，可看出里乔利更偏向修改版的第谷·布拉赫系统；在此他对该体系进行了描述：当他在帕尔马时该想法就“出现在[他的]心中”，它与第谷的体系共享一切，除了土星和木星轨道；[对我来说它们的中心并不是太阳，而是地球本身”。
许多作家都引用了里乔利的分析和126条论据。然而，现代学者们极少翻译《新天文学大成》中的论据并展开任何程度的讨论：126条论据中仅3条被依样翻译和讨论。其中：第一条是被里乔利称为“物理-数学论据”，这与伽利略的一个推测有关；第二条论据基于现今所称的“科里奥利效应”；第三条是基于望远镜中所看到的恒星形状。

#### “物理-数学”论据
里乔利论证了支持及反对地球运行说两类论据中的物理-数学论据。伽利略在他1632年的对话中提出了一个推测，从塔楼下落的石块呈现的线性加速是由两个统一的圆周运动共同作用的结果：地球的自转和石块从塔楼获得的一致的圆周运动。伽利略说：
石块的真实运动是没有加速，但始终是稳定、均匀的…因此，我们不需要寻找任何其他加速的原因或任何其他运动，运动的物体，无论是留在塔上还是落下，运动始终以相同的方式；即以相同的速度循环，并具有相同的均速性…如果一个直线下落的物体不是完全如此，它也是非常接近…根据这些考虑，直线运动完全是从窗口中看去的，但自然中决不会如此。
里乔利解释说，这个推测不能成立：它可能不适用于地球两极附近下落的物体。在那里，地球自转引起的圆周运动可能很小或根本没有；甚至在会因地球自转带来更快速度的赤道上，按伽利略的想法所预测的物体下落速度也太慢。里乔利认为，伽利略推测的问题恰恰是反哥白尼世界体系的标志，但现代学者们并不认同里乔利在这一点上的推理。

#### “科里奥利效应”论据

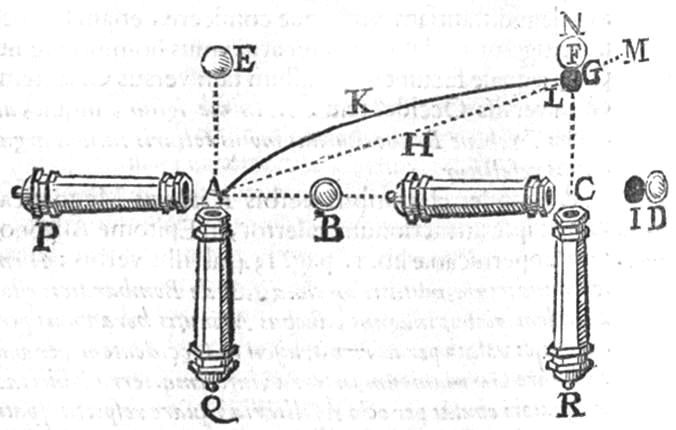
里乔利1651年《新天文学大成》中的插图，显示了地球自转对弹丸产生的影响例证。大炮朝东面的目标B发射后，在炮弹飞行过程中，大炮和目标都以相同的速度向东运行。地球相当于静止不动，而弹丸将击中目标。当大炮向北面的目标E发射时，目标移动的速度慢于大炮和空中的弹丸，因为在更北的纬度(极点附近地面几乎不移动)地面移动更慢。因此，弹丸循着一条弯曲的线路飞过地面，而不是对角线，击中东边(或右边)的目标G。

里乔利也认为，飞行炮弹的将会揭示地球自身的运动，因为地球的旋转会在不同纬度形成不同的地面移动速度。他写道：
如果一颗球沿子午线射向极点(而不是向东或西)，地球的自转运动将会带离该球[即球的轨迹会偏离]，所有的事情都是相同：靠近极点的同纬度地区，地面移动缓慢，而靠近赤道的地方，地面移动则更快。
 因此，一门直接向北瞄准的大炮，发射后，由于地球的自转，炮弹将会略微偏向目标东(右)侧。但，如果大炮发射到东边而没有偏离目标，这是因为大炮和目标都按相同的方向移动了相同的距离。里乔利说，最好的炮手可以将炮弹射进敌人的炮口中；如果这一偏转效果存在于朝北的射击中，他们会发现它。里乔利认为，这种效果的缺乏表明，地球是不转动的。他所作推理其实是正确的，所描述效果确实发生了。这就是今天以19世纪物理学家"贾斯帕-古斯塔夫·科里奥利"(1792年–1843年)命名的所谓“科里奥利效应”。因为，无论大炮指向何方，实际都会发生右偏(这远非里乔利所处年代的物理学所能解释的)，所以炮手们是无法注意到任何方向上的差异。

#### 恒星大小的论据
里乔利还通过望远镜的天体观察来反驳哥白尼理论。从当时的小望远镜观看恒星，所看到的都是各式各样的小盘状星星。这些盘状形实际是进入望远镜中的光波产生的衍射。今天已知是以19世纪天文学家艾里（1801–1892）命名的艾里斑现象，真正的恒星盘即使用现代望远镜来观察通常也都很小。但在十七个世纪，人们都认为望远镜中所看到的这些圆盘都是恒星实际的本身 。在哥白尼学说中，一年中无视差变化的恒星，唯一的解释就是它们距离地球极其遥远。里乔利和格里马尔迪用一架望远镜测量了很多恒星盘数据，并将详细步骤公之于众，以便所有想要的人都可重复他们的操作。里乔利进而计算了那些既符合望远镜所观察到的大小，又符合哥白尼学说中无视差恒星所需遥远距离的恒星尺寸，所有情况下的结果是，恒星极其巨大–而太阳被矮化了。从测量数据反映，某些情况下，一颗单个恒星的尺寸将超过第谷·布拉赫等地心论者们所估计的整个宇宙。哥白尼学说中望远镜中恒星外观的问题早在1614年就被西门·马里乌斯注意到了，他曾说望远镜中观察到的恒星盘是支持第谷理论的。哥白尼学说的拥护者如马丁·范登霍夫（Martin van den Hove,1605–1639）也承认了这一问题，他也测量了恒星并承认，巨大的恒星尺寸问题可能会导致人们拒绝接受哥白尼理论。

#### 其它论据
在《新天文学大成》第9册中里乔利提出了多种多样的其它论据，如：假如地球旋转的话，建筑物能否矗立或鸟儿还能否飞翔；对于重物体来说，怎样的运动才是自然的；什么造成了更为朴素和简洁的天体排列；天空和大地哪个更适合运动，哪个更容易和高效地移动；宇宙的中心是否处于一个更高或更低尊贵的位置以及其它等等。《新天文学大成》中许多反哥白尼理论的论据成为了第谷·布拉赫反哥白尼学说的论据根源

#### 其它研究
1644年和1656年间里乔利主要与格里马尔迪一道研究地形测量，测定赤道周长以及水域与大地的比率。然而，由于方法上的缺陷，所得出的子午线弧度值较数年前威理博·司乃耳给出的数值精度更低。司乃耳的误差约为4000米，而里乔利达1万多米。
他经常被认为是首位用望远镜观察开阳星并注意到它是一双星的人，但实际上貝內代托·卡斯泰利和伽利略都比他更早。

“阿尔弗雷多·迪尼斯”(Alfredo Dinis)说过：
无论在意大利还是国外，里乔利都享有崇高的威望，是一位了不起的辩手，他不仅是一位百科全书式之人，而且还是一位能理解和探讨所有当代有关宇宙、天文观测和地理问题之人。

## 选择的著作
里乔利的著作是拉丁文。

### 天文
- Geographicae crucis fabrica et usus ad repraesentandam ... omnem dierum noctiumque ortuum solis et occasum (Ferroni: 1643) (世界地图 （页面存档备份，存于）法国国家图书馆)
- Almagestum novum astronomiam veterem novamque complectens observationibus aliorum et propriis novisque theorematibus, problematibus ac tabulis promotam （页面存档备份，存于） (Vol. I–III, 1651年) (或: 第 1 卷: 第一部分載於Google圖書; 第二部分載於Google圖書)
- Geographiæ et hydrographiæ reformatæ libri duodecim載於Google圖書, 博洛尼亚, 1661年
  - Geographiæ et hydrographiæ reformatæ: nuper recognitæ & auctæ libri duodecim載於Google圖書. 2nd ed., Venice, 1672. 695 p.
- 《天文改革》 （页面存档备份，存于） (第I–II卷, 1665年)
  - 第1卷載於Google圖書: 观察，假设和解释
  - 第2卷載於Google圖書: 使用指南和102颗星表
- Vindiciae calendarii Gregoriani adversus Franciscum Leveram (1666)
- Apologia R.P. Io. Bapt. Riccioli Societatis Iesu pro argumento physicomathematico contra systema Copernicanum (1669)
- Chronologiae reformatae et ad certas conclusiones redactae ... （页面存档备份，存于） (Vol. I–III, 1669)
  - ... tomus primus continens doctrinam temporum載於Google圖書, 404 p.
  - ... tomus secundus Aetates Mundi Et Tria Chronica Continens載於Google圖書, 236 p.
  - ... tomus tertius continens catalogos plurimos personarum rerumque insigniorum cum earum temporibus載於Google圖書
- Tabula latitudinum et longitudinum (1689)

### 神学
- Evangelium unicum Domini nostri Jesu Christi ex verbis ipsis quatuor Evangelistarum conflatum et in meditationes distributum載於Google圖書. Bologna, 1667, 466 p.
- Immunitas ab errore tam speculativo quam practico definitionum s. Sedis apostolicae in canonizatione sanctorum, in festorum ecclesiasticorum institutione et in decisione dogmatum, quae in verbo Dei scripto, traditove implicite tantum continentur, aut ex alterutro sufficienter deducuntur, Bologna, 1668 (Listed in the Index Librorum Prohibitorum in 1669[33])
- De distinctionibus entium in Deo et in creaturis tractatus philosophicus ac theologicus (1669)

### 里乔利有关韵律学的选择版书籍
里乔利有关韵律学的书籍被多次修改，并经历了许多版本。
- Prosodia Bonnoniensis reformata ... （页面存档备份，存于）. Bologne, 1655
- Prosodia Bononiensis reformata載於Google圖書. 帕多瓦, 1714年(2卷合并成1卷)

### 引用
1. ↑  Also "Giambattista" and "Giovambattista"
2. ↑  Material in the "Biography" section has been compiled from Dinis 2003; Dinis 2002; Catholic Encyclopedia: Giovanni Battista Riccioli.
3. ↑  Riccioli 1651 (Volume 1, p. 485) （页面存档备份，存于）.
4. ↑  The old Almagest was Ptolemy's 2nd-century book.
5. ↑  But not necessarily favorably—some discussion of Lalande citing Riccioli is available in Galloway 1842 (pp. 93-97).
6. ↑  Van Helden 1984 (p. 103); Raphael 2011 (pp. 73-76), which includes the quote about "no serious seventeenth century astronomer" on p. 76; Campbell 1921 (p. 848); Catholic Encyclopedia: Giovanni Battista Riccioli.
7. ↑  Koyré 1955 (p. 349); Graney 2012.
8. ↑  Meli 2006 (pp. 131-134); Heilbron 1999 (pp.180-181).
9. ↑  Riccioli 1651, pages 203 - 205 including map pages （页面存档备份，存于）.
10. ↑  Bolt 2007 (pp. 60-61).
11. ↑  Whitaker 1999 (p. 65).
12. ↑  Bolt 2007 (p. 61).
13. ↑  Crowe 2008 (pp. 2, 550).
14. ↑  Grant 1996 (p. 652).
15. ↑  The TOF Spot.
16. ↑  Gingerich 1973.
17. ↑  Synopses of the 126 arguments have been translated into French (Delambre 1821, pp. 674-679) and English (arXiv:1103.2057v2 2011, pp. 37-95), but these are very abbreviated, reducing hundreds of pages of Latin text down to some few pages or tens of pages.
18. ↑  （拉丁文） New Almagest （页面存档备份，存于）, Book 6 De Sole
19. ↑  Dinis 2002 (p. 63); arXiv:1103.2057v2 (p. 21).
20. ↑  Dialogue 2001 (pp. 193-194).
21. ↑  Koyré 1955 (pp. 354-355).
22. ↑  Dinis (2002) says Riccioli misrepresented Galileo's conjecture, stating that The whole "Galilean proof" [of Earth's immobility] as constructed and "proved" by Riccioli is nothing but a caricature even of Galileo's [conjecture] – let alone Galileo's true thought on the matter! and declaring that Riccioli's "proof" could never be anything more than another conjecture (pp. 64-65). Koyré (1955) concurs that Riccioli's "physico-mathematical" argument was weak, but says Riccioli simply had difficulty grasping new ideas, or adapting old ones (such as the relativity of motion) to new conceptions, such as the motion of the Earth. Koyré emphasizes that this was a problem shared by many in the seventeenth century, so the argument could impress even an "acute mind" of the time (pp. 354, 352 including notes). Graney (arXiv:1103.2057v2 2011) states that Galileo's conjecture suggested a possible new physics that would explain motion in the Copernican theory in an elegant and coherent manner and therefore would strengthened the theory. By undermining Galileo's conjecture, Riccioli's experiment-based argument deprived the theory of that coherence and elegance (pp. 21-22).
23. ↑  Riccioli 1651 (Volume 2, p. 426) （页面存档备份，存于）.
24. ↑  Graney 2011
25. 1 2  (in the northern hemisphere)
26. ↑  Grant 1984 (p. 50); Graney 2011; New Scientist 2011; Discovery News 2011.
27. ↑  Wikipedia: Coriolis Effect.
28. ↑  Graney & Grayson 2011.
29. ↑  Graney 2010a.
30. ↑  Grant 1984; arXiv:1103.2057v2.
31. 1 2  Hoefer 1873.
32. ↑  Dinis 2003 (p. 216).
33. ↑  .   [2007-02-03]. （原始内容存档于2007-02-03）.